# مطار ماردين
مطار ماردين (بالتركية: Mardin Havaalanı)‏ هو مطار في ماردين، تركيا، يقع في دنيصر، على بعد 20 كيلومترًا (12 ميل) جنوب شرق ماردين.

## شركات الطيران
| شركـات طيـران         | الوجهات                                       |
| --------------------- | --------------------------------------------- |
| الأناضول جت           | مطار إيسنبوغا الدولي، مطار صبيحة كوكجن الدولي |
| خطوط بيغاسوس          | مطار صبيحة كوكجن الدولي، مطار عدنان مندريس    |
| صن إكسبريس            | مطار أنطاليا، مطار عدنان مندريس               |
| الخطوط الجوية التركية | مطار إسطنبول الدولي                           |